# Not safe for work
« Not Safe for Work » redirige ici.  Pour le film, voir Not Safe for Work (film).
NSFW (sigle de l'anglais not safe for work, litt. « pas sûr pour le travail ») est, dans l'argot Internet, un tag utilisé pour identifier les liens pointant vers du contenu (texte, image, vidéo, son) potentiellement choquant, afin de prévenir les internautes qu'ils pourraient ne pas vouloir le consulter s'ils se trouvent dans un environnement inapproprié : si d'autres personnes sont susceptibles de voir ou d'entendre, ou si leur accès internet est contrôlé (par exemple sur un appareil mis à disposition par un employeur, un établissement scolaire, une bibliothèque publique, ou encore soumis au contrôle parental). Le contenu incriminé peut inclure de la nudité, de la pornographie, de la violence, du gore, des grossièretés, des discours de haine ou toute autre idéologie extrémiste. Le sigle est avant tout utilisé dans les espaces de discussion publics, tels que les forums, les blogues ou les médias sociaux, mais peut aussi l'être en privé, dans les courriers électroniques ou sur les messageries instantanées par exemple. C'est majoritairement du contenu pour adultes.

## Histoire
L'origine du sigle NSFW est incertaine. Il s'agirait d'une évolution d'un autre sigle, NFBSK (not for British school kids, litt. « pas pour les écoliers britanniques »), ou parfois NSFBS (not safe for British schoolchildren), qui aurait été utilisé à partir de 1998 sur les forums de Snopes, pour se conformer ironiquement aux exigences d'une utilisatrice qui aurait demandé aux participants de s'autocensurer car des « écoliers britanniques » consultaient les forums,. La première apparition connue de l'expression not safe for work date du 22 août 2000 sur Fark, lorsqu'elle a été utilisée pour accompagner un lien vers Stile Project (en), un site web choc,.
NSFW figure dans les dictionnaires d'argot comme l'Urban Dictionary depuis 2003, mais aussi dans des dictionnaires généralistes comme les Oxford Dictionaries Online et le Merriam-Webster, où il a fait son entrée respectivement en juin 2011, et en février 2017,,.

## Usage
Reddit est un exemple de site ayant incorporé le concept.
Le sigle SFW (safe for work, litt. « sûr pour le travail »), est utilisé pour signifier l'inverse de NSFW, en particulier quand le contexte ou le nom du lien pourraient laisser croire que le contenu va être offensant alors qu'il ne l'est pas.